# كريس هوروكس
كريس هوروكس هو لاعب كرة قدم كندي في مركز الدفاع، ولد في 15 نوفمبر 1954 في مونتريال في كندا. شارك مع منتخب كندا لكرة القدم. أما مع النوادي، فقد لعب مع تورونتو بليزارد.

## وصلات خارجية
- كريس هوروكس على موقع قاعدة بيانات كرة القدم.إي يو (الإنجليزية)
- كريس هوروكس على موقع ناشيونال فوتبول تيمز (الإنجليزية)